# Crocallis maculifascia
Crocallis maculifascia är en fjärilsart som beskrevs av Paul Dognin 1902. Crocallis maculifascia ingår i släktet Crocallis och familjen mätare. Inga underarter finns listade i Catalogue of Life.